# Amerostenus aereipes
Amerostenus aereipes är en stekelart som beskrevs av Girault 1915. Amerostenus aereipes ingår i släktet Amerostenus och familjen puppglanssteklar. Inga underarter finns listade i Catalogue of Life.